# Hylomyscus pygmaeus
Hylomyscus pygmaeus és una espècie de mamífer rosegador de la família dels múrids. És endèmic de la República Democràtica del Congo, on viu a altituds d'aproximadament 360 msnm. El seu hàbitat natural són els boscos primaris inundables. Té una llargada de cap a gropa de 56 mm, la cua un 36% més llarga que el cos i un pes de 5,8 g. El seu nom específic, pygmaeus, significa 'pigmeu' en llatí i es refereix a la seva mida diminuta.